# Calyptranthes calyptrata
Calyptranthes calyptrata är en myrtenväxtart som beskrevs av August Heinrich Rudolf Grisebach. Calyptranthes calyptrata ingår i släktet Calyptranthes och familjen myrtenväxter. Inga underarter finns listade i Catalogue of Life.